# Kunowo Kujawskie (przystanek kolejowy)
Kunowo Kujawskie – nieczynna stacja kolejowa, a następnie przystanek kolejowy w Kunowie, w województwie kujawsko-pomorskim, w Polsce.